# Ballettens Datter
Ballettens Datter er en dansk stum romantisk komedie-dramafilm fra 1913 produceret af Nordisk Films Kompagni og instrueret af Holger-Madsen efter manuskript af Peter Nielsen.
Filmen havde dansk premiere den 26. september 1913 og blev i tysktalende lande distribueret som Odette, i Storbritannien som Unjustly Accused og i fransktalende lande som La Danseuse og i Italien som La figlia del Balletto.

## Handling
Grev de Croisset frier til den feterede danserinde Odette Blanc. Al sin kærlighed, sin formue og sin titel lægger han for hendes fødder – på én betingelse: Hun skal opgive sit hverv som danser. Odette giver ham sit 'ja' med følelsen af, at hun aldrig vil savne teatret, når først hun er blevet grevinde. Men en dag får hun et tilbud, hun ikke kan afslå.

## Medvirkende
- Svend Aggerholm som Grev de Croisset
- Rita Sacchetto som Odette Blant, danserinde
- Oluf Billesborg som Baron de Montagliari
- Torben Meyer som Teaterdirektør Delange
- Christian Schrøder som Michot, apoteker
- Agnes Lorenzen
- Ebba Lorenzen
- Holger Syndergaard
- Johanne Krum-Hunderup
- Valdemar Hansen
- Carl Peter Emanuel Jørgensen
- Doris Langkilde
- Ingeborg Spangsfeldt
- Ingeborg Bruhn-Bertelsen